# Artabotrys hispidus
Artabotrys hispidus är en kirimojaväxtart som beskrevs av Thomas Archibald Sprague och John Hutchinson. Artabotrys hispidus ingår i släktet Artabotrys och familjen kirimojaväxter. Inga underarter finns listade i Catalogue of Life.